# Erika Christensen
Erika Christensen (Seattle, 19 augustus 1982) is een Amerikaanse actrice.

## Biografie
Christenen werd geboren in Seattle en is de dochter van Steve en Kathy Christenen. Ze werd echter opgevoed in Los Angeles. In deze stad begon ze haar carrière, spelend in reclames voor de McDonald's.
Vanaf 1997 begon ze ook in films te spelen en maakte ze gastverschijningen in televisieseries.
Haar doorbraak kwam in 2001, toen ze een grote rol had in de populaire film Traffic. Sindsdien heeft ze voornamelijk hoofdrollen in zowel onafhankelijke als big-budget films. Van 2010 tot 2015 speelde ze een hoofdrol in de Amerikaanse televisieserie Parenthood.

## Film en tv

### Films
- 1997: Leave It to Beaver
- 1999: Can of Worms
- 2000: Traffic
- 2002: Home Room
- 2002: Swimfan
- 2002: The Banger Sisters
- 2003: Wuthering Heights
- 2004: The Perfect Score
- 2004: Riding the Bullet
- 2005: The Upside of Anger
- 2005: The Sisters
- 2005: Flightplan
- 2006: Gardener of Eden
- 2006: How to Rob a Bank
- 2006: A Hole in the Earth
- 2007: Gardener of Eden
- 2007: How to Rob a Bank
- 2009: Veronika Decides to Die
- 2009: Mercy
- 2010: The Tortured
- 2012: How Sweet It Is
- 2017: The Case for Christ

### Televisierollen
- 2006-2007: Six Degrees als Mary Alice Edwards
- 2008: Law & Order: Special Victims Unit als FBI Special Agent Lauren Cooper
- 2010-heden: Parenthood als Julia Braverman-Graham
- 2023-heden: Will Trent als Angie Polaski

### Gastverschijningen
- 1997: Nothing Sacred
- 1998: The Practice
- 1998: Frasier
- 1998: 3rd Rock from the Sun
- 1999: Touched by an Angel
- 2000: Time of Your Life
- 2000: Movie Stars
- 2000: The Pretender
- 2000: FreakyLinks
- 2001: The Geena Davis Show
- 2001: That '70s Show
- 2005: Robot Chicken
- 2009: Lie to Me

- Bibsys: 4058426
- Biblioteca Nacional de España: XX1712958
- Bibliothèque nationale de France: cb146221227 (data)
- Gemeinsame Normdatei: 143900102
- International Standard Name Identifier: 0000 0001 1601 1175
- Library of Congress Control Number: no2002051424
- MusicBrainz: 299b94f5-dcf4-4155-ab35-f1ae69603101
- Nationale Bibliotheek van Tsjechië: xx0041386
- Nationale bibliotheek van Australië: 40017756
- Nationale Bibliotheek van Israël: 987007444985405171
- Nationale Bibliotheek van Polen: a0000002063747
- Nederlandse Thesaurus van Auteursnamen: 267549024
- Système universitaire de documentation: 177831227
- Trove: 1442535
- Virtual International Authority File: 17477877
- WorldCat: E39PBJmHJ8pWKx6gHTqgFq3JDq